# Mon frère Yves (roman)
Mon frère Yves (1883) est un roman semi-autobiographique de l'auteur français Pierre Loti. Il décrit l'amitié entre l'officier de marine français Pierre Loti et un marin breton alcoolique, Yves Kermadec, dans les années 1870 et 1880. Il est probablement un temps le livre le plus connu de Loti, et ses descriptions de la vie maritime bretonne, à bord des navires et à terre, donnent le ton à son œuvre plus tard acclamée, Pêcheur d'Islande (1886).

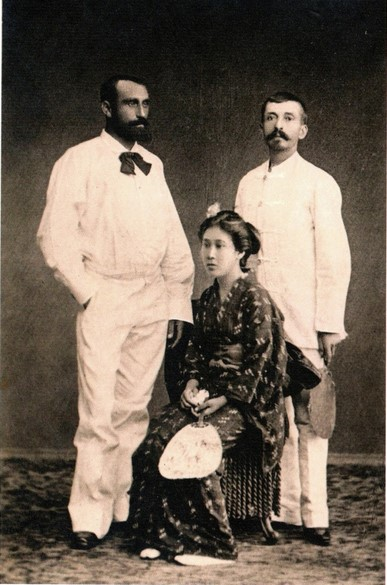
Pierre Loti (à droite) avec Chrysanthème et Pierre Le Cor au Japon, 1885.

Le personnage fictif d'Yves est en réalité l'ami de Loti, le marin breton Pierre Le Cor, avec qui il navigue lors de plusieurs voyages. Analphabète fonctionnel, Le Cor est cependant grand, blond et beau ; tout ce que Loti souhaite alors être. Comme Yves, Le Cor est un gros buveur, tandis que Loti ne boit presque pas. Les deux hommes passent souvent du temps à terre, à jouer, à se bagarrer, à faire des farces enfantines ou à errer dans la campagne bretonne où Le Cor initie Loti à la tradition et à la culture bretonne. En Bretagne, Loti rencontre la mère de Le Cor et jure de veiller sur son fils pour toujours, bien que la forte consommation d'alcool de Le Cor mette souvent à l'épreuve les liens de leur amitié.
Bien que le roman ait soulevé quelques questions quant à savoir si Loti aurait pu décrire une relation homosexuelle, il ressort clairement du livre qu'Yves (et donc Pierre Le Cor) est avant tout un compagnon et un ami.
La relation entre Loti et Yves Kermadec joue également un rôle dans Fleurs d'ennui (1882) et Madame Chrysanthème (1887).